# Air & Style/Wertungen
Wertungen der Wettbewerbsserie Air & Style.

## Snowboard-Bewerbe

### Big-Air-Veranstaltungen

#### 1. Red Bull’s Flying High Air & Style Contest
am 17. Jänner 1994, Bergisel Stadion, Innsbruck
Preisgeld: 10.000 US-Dollar
Besucher: ca. 5.000
- 1. -  Reto Lamm
- 2. -  Bryan Iguchi
- 2. -  Shaun Palmer (punktegleich)
- 4. -  Terje Håkonsen
- 5. -  Tommy Brunner

#### 2. Off The Lip Air & Style Contest - Red Bull’s Second Flight
am 19. Dezember 1994, Bergisel Stadion, Innsbruck
Preisgeld: 20.000 US-Dollar
Besucher: ca. 10.000
- 1. -  Ingemar Backman
- 2. -  Johan Olofsson
- 3. -  Terje Håkonsen
- 4. -  Mike Basich
- 5. -  Jim Rippey

#### 3. Red Bull Air & Style Snowboard Contest
am 9. Dezember 1995, Bergisel Stadion, Innsbruck
Preisgeld: 50.000 US-Dollar
Besucher: ca. 20.000
Bands: H-Blockx, Clawfinger
- 1. -  Terje Håkonsen
- 2. -  Jamie Lynn
- 3. -  [[Daniel Franck (Snowboarder)|]]

#### Quiksilver's 4th F(l)ight Air & Style Snowboard Contest
am 7. Dezember 1996, Bergisel Stadion, Innsbruck
Preisgeld: 75.000 US-Dollar + eine KTM Motocross Maschine
Besucher: ca. 25.000
Bands: Massive Attack, Bush, Ugly Kid Joe
- 1. -  Fabien Rohrer
- 2. -  [[Daniel Franck (Snowboarder)|]]
- 3. -  Johan Oloffson
- 4. -  Sebu Kuhlberg
- 5. -  Peter Line

#### 5. Quiksilver Air & Style Snowboard Contest
am 6. Dezember 1997, Bergisel Stadion, Innsbruck
Preisgeld: 100.000 US-Dollar + eine Harley-Davidson
Besucher: mehr als 25.000
Bands: Faith No More, Bad Religion
-- Straight Jump --
- 1. -  Jim Rippey
- 2. -  Jamie Lynn
- 3. -  Michi Albin
- 4. -  Sebu Kuhlberg
- 5. -  Terje Håkonsen

-- Quarterpipe --
- 1. -  Terje Håkonsen
- 2. -  Sebu Kuhlberg
- 3. -  Michi Albin

#### 6. G-Shock Air & Style Snowboard Contest
am 5. Dezember 1998, Bergisel Stadion, Innsbruck
Preisgeld: 150.000 US-Dollar + ein Audi A3 Quattro
Besucher: 30.000 
Bands: Therapy?, Cypress Hill
- 1. -  Ingemar Backman
- 2. -  Michi Albin
- 3. -  Thomas Eberharter
- 4. -  Peter Line
- 5. -  Franck Screm

#### 7. G-Shock Air & Style Snowboard Contest
am 4. Dezember 1999, Bergisel Stadion, Innsbruck
Preisgeld: 200.000 US-Dollar + ein Audi A3
Besucher: 45.000 
Bands: Creed, Ice-T
--- Straight Jump ---
- 1. -  Stefan Gimpl
- 2. -  Andrew Crawford
- 3. -  David Benedek
- 4. -  Michi Albin
- 5. -  Peter Line

--- Quarterpipe Männer ---
- 1. - Trevor Andrew
- 2. - Joachim Köffler
- 3. - Wolfgang Nyvelt
- 4. - Iker Fernández
- 5. - Markku Koski

--- Quarterpipe Damen ---
- 1. - Pauline Richon
- 2. - Nicola Pederzolli
- 3. - Anne Molin Kongsgaad
- 4. - Jennie Waara
- 5. - Lesley McKenna

#### 8. G-Shock Air & Style Snowboard Contest
am 9. Dezember 2000, Casino Arena, Seefeld, Österreich
Preisgeld: 250.000 US-Dollar + ein Audi S3
Besucher: ca. 14.000
Bands: Guano Apes, 3 Doors Down
--- Straight Jump ---
- 1. -  Stefan Gimpl
- 2. -  Roger Hjelmstadstuen
- 3. -  Jussi Oksanen
- 4. -  Chad Otterstrom
- 5. -  Michi Albin

--- Corner Challenge Männer ---
- 1. -  Mike Michaelchuck
- 2. -  Wolfgang Nyvelt
- 3. -  Romain de Marchi
- 4. -  Thomas Recheis
- 5. -  Thomas Wanner

--- Corner Challenge Damen ---
- 1. - Pauline Richon
- 2. - Tina Birbaum
- 3. - Michelle Taggart
- 4. - Caroline Ehrenstrasser
- 5. - Nicola Pederzolli

#### 9. Nokia Air & Style Snowboard Contest
am 15. Dezember 2001, Casino Arena, Seefeld, Österreich
Preisgeld: 100.000 US-Dollar
Besucher: ca. 12.000
Bands: Samy Deluxe, Ferris MC, Lostprophets
--- Straight Jump ---
- 1. -  Stefan Gimpl
- 2. -  Darius Heristchian
- 3. -  Ingemar Backman
- 4. -  Jakob Wilhelmson
- 5. -  Christian Ruef

--- Corner Challenge Männer ---
- 1. - Markku Koski
- 2. - Martin Černík
- 3. - Thomas Rechsi
- 4. - Joachim Köffler
- 5. - Mini Karpf

--- Corner Challenge Damen ---
- 1. - Pauline Richon
- 2. - Nicola Pederzolli
- 3. - Caroline Ehrenstrasser
- 4. - Margot Rozies
- 5. - Romina Masolini

#### 10. Nokia Air & Style Snowboard Contest
am 14. Dezember 2002, Casino Arena, Seefeld
Preisgeld: 75.000 US-Dollar
Besucher: ca. 12.000
Bands: De La Soul, Fettes Brot
- 1. -  David Benedek
- 2. -  Shaun White
- 3. -  Marc-André Tarte
- 4. -  Nicolas Müller
- 5. -  Joni Malmi

#### 11. Nokia Air & Style Snowboard Festival
am 11. und 12. Dezember 2003, Casino Arena, Seefeld, Österreich
Preisgeld: 75.000 US-Dollar
Besucher: ca. 18.000
Bands: Gang Starr, Beginner, Lagwagon, Die Happy, Wir sind Helden, Donots
- 1. -  Shaun White
- 2. -  Joni Malmi
- 3. -  Nicolas Müller
- 4. -  Friedl Kolar
- 5. -  Marc-Andre Tarte

--- Freestyle Motocross ---
- 1. -  Nate Adams
- 2. -  Mike Jones
- 3. -  Thommy Clowers

#### 12. Nokia Air & Style Snowboard Festival
am 11. und 12. Dezember 2004, Casino Arena, Seefeld, Österreich
Preisgeld: 75.000 US-Dollar
Besucher: ca. 24.000
Bands: Millencolin, Beatsteaks, Die Fantastischen 4, Gentleman
- 1. -  Shaun White
- 2. -  Nicolas Müller
- 3. -  Jussi Oksanen
- 4. -  Mathieu Crepel
- 5. -  Chris Kröll

--- Freestyle Motocross ---
- 1. - Ronnie Renner
- 2. - Mike Jones
- 3. - Clifford Adoptante

#### 13. Nokia Air & Style Games 05
am 3. Dezember 2005, Olympiastadion, München, Deutschland
Preisgeld: 150.000 Euro
Besucher: ca. 21.000
Bands: Xzibit, Sportfreunde Stiller
--- Snowboard Straight Jump ---
- 1. -  Hampus Mosesson
- 2. -  Mathieu Crepel
- 3. -  Jussi Oksanen
- 4. -  Nicolas Müller

--- Freestyle Motocross ---
- 1. - Nate Adams
- 2. - Jeremy Twitch Stenberg
- 3. - Ailo Gaup

#### 14. Nokia Air & Style Snowboard Contest
am 2. Dezember 2006, Olympiastadion, München, Deutschland
Preisgeld: 150.000 Euro
Besucher: ca. 27.500
Bands: Seeed, Billy Talent, Milburn
--- Snowboard Straight Jump ---
- 1. -  Travis Rice
- 2. -  Risto Mattila
- 3. -  Antti Autti
- 4. -  David Benedek

--- Rookie Challenge ---
- 1. -  Mikkel Bang
- 2. -  Iouri Podladtchikov
- 3. -  Christian Haller

--- Freestyle Motocross ---
- 1. -  Wiley Fullmer
- 2. -  Beau Bamburg
- 3. -  Nate Adams

#### 15. Nokia Air & Style Snowboard Contest
am 1. Dezember 2007, Olympiastadion, München, Deutschland
Preisgeld: 100.000 Euro
Besucher: ca. 28.000
Bands: Sean Paul, 30 Seconds to Mars, The Hives
--- Snowboard Straight Jump ---
- 1. -  Kevin Pearce
- 2. -  Mikkel Bang
- 3. -  Torstein Horgmo
- 4. -  David Benedek

--- Rookie Challenge ---
- 1. -  Tim Humphreys
- 2. -  Werner Stock
- 3. -  Mason Aguirre

--- Freestyle Snowmobile Cross (FSX) ---
- 1. -  Daniel Bodin
- 2. -  Chris Burandt
- 3. -  Aleks Nordgaard

#### Air & Style Snowboard Contest 2008
--- keine Austragung aufgrund kurzfristiger Absage eines Hauptsponsors ---

#### 16. Billabong Air & Style 2009 II
am 5. Dezember 2009, Bergisel Stadion, Innsbruck
Preisgeld: 75.000 US-Dollar
Besucher: ca. 11.500 (limitiert)
Bands: K.I.Z, The Hives
- 1. -  Marko Grilc
- 2. -  Peetu Piiroinen
- 3. -  Andreas Wiig

#### 17. Oakley & Shaun White present Air & Style Beijing 2010
am 4. Dezember 2010, Olympisches Sportzentrum Peking, Peking
Preisgeld: 75.000 Euro
Besucher: ca. 8.800
- 1. -  Sébastien Toutant
- 2. -  Seppe Smits
- 3. -  Elias Elhardt

#### 18. Billabong Air & Style Innsbruck-Tirol 2011
am 5. Februar 2011, Bergisel Stadion, Innsbruck
Preisgeld: 75.000 Euro
Besucher: ca. 11.500
Bands: Pennywise, Jan Delay
- 1. -  Mark McMorris
- 2. -  Peetu Piiroinen
- 3. -  Werner Stock

#### 19. Nike 6.0 Air & Style Munich 2011
am 12. Februar 2011, Olympiastadion, München
Preisgeld: 75.000 Euro
Besucher: ca. 16.500
Bands: Sum 41, Patrice
- 1. -  Peetu Piiroinen
- 2. -   Seppe Smits
- 3. -  Haldor Helgason

#### 20. Oakley & Shaun White present Air & Style Beijing 2011
am 3. Dezember 2011, Olympisches Sportzentrum Peking, Peking
Preisgeld: 75.000 Euro
Besucher: ca. 13.000
Bands: Chang Chen-yue & MC HotDog, FREE 9
- 1. -  Ulrik Badertscher
- 2. -  Torstein Horgmo
- 3. -  Stale Sandbech

#### 21. Billabong Air & Style Innsbruck-Tirol 2012
am 4. Februar 2012, Bergisel Stadion, Innsbruck
Preisgeld: 75.000 Euro
Besucher: ca. 12.500
Bands: Beatsteaks, Sido
- 1. -  Peetu Piiroinen
- 2. -  Seppe Smits
- 3. -  Niklas Mattsson

#### 22. Oakley & Shaun White present Air & Style Beijing 2012
am 8. Dezember 2012, Olympisches Sportzentrum Peking, Peking
Preisgeld: 100.000 US-Dollar
Besucher: ca. 15.000
Bands: Sun Nan
- 1. -  Yuki Kadono
- 2. -  Peetu Piiroinen
- 3. -  Stale Sandbech

#### 23. Billabong Air & Style Innsbruck-Tirol 2013
am 2. Februar 2013, Bergisel Stadion, Innsbruck
Preisgeld: 100.000 US-Dollar
- 1. -  Eric Willett
- 2. -  Sébastien Toutant
- 3. -  Aleksander Østreng

#### 24. Air & Style Beijing 2013
am 8. Dezember 2013, Olympisches Sportzentrum Peking, Peking
Preisgeld: 100.000 US-Dollar
- 1. -  Sven Thorgren
- 2. -  Sage Kotsenburg
- 3. -  Kim Rune Hansen

#### 25. Air + Style Beijing 2014
am 6. Dezember 2014, Olympisches Sportzentrum Peking, Peking
Preisgeld: 100.000 US-Dollar
- 1. -  Emil Ulsletten
- 2. -  Ståle Sandbech
- 3. -  Torgeir Bergrem

#### 26. Air + Style Innsbruck-Tirol presented by Opel 2015
am 17. Januar 2015, Bergisel Stadion, Innsbruck
Preisgeld: 100.000 US-Dollar
- 1. -  Ståle Sandbech
- 2. -  Peetu Piiroinen
- 3. -  Yuki Kadono

#### Air & Style Los Angeles
am 22. Februar 2015, Los Angeles
Preisgeld: 100.000 US-Dollar
- 1. -  Yuki Kadono
- 2. -  Sébastien Toutant
- 3. -  Ståle Sandbech

#### Air & Style Gesamtstand 2014/15
Preisgeld: 50.000 US-Dollar
- 1. -  Ståle Sandbech
- 2. -  Yuki Kadono
- 3. -  Sébastien Toutant
- 4. -  Peetu Piiroinen
- 5. -  Emil Ulsletten[1]

#### Air + Style Beijing 2015
am 5. Dezember 2015, Olympisches Sportzentrum Peking, Peking
Preisgeld: 100.000 US-Dollar
- 1. -  Maxence Parrot
- 2. -  Mark McMorris
- 3. -  Sven Thorgren

#### Air & Style Innsbruck
am 6. Februar 2016, Olympiaworld Innsbruck, Innsbruck
Preisgeld: 100.000 US-Dollar
- 1. -  Sébastien Toutant
- 2. -  Marcus Kleveland
- 3. -  Torgeir Bergrem

#### Air & Style Los Angeles
am 21. Februar 2016, Los Angeles
Preisgeld: 100.000 US-Dollar
- 1. -  Yuki Kadono
- 2. -  Kyle Mack
- 3. -  Sven Thorgren

#### Air & Style Gesamtstand 2015/16
Preisgeld: 50.000 US-Dollar
- 1. -  Sven Thorgren
- 2. -  Maxence Parrot
- 3. -  Ståle Sandbech
- 4. -  Eric Willett
- 5. -  Yuki Kadono[2]

#### Air + Style Beijing 2016
am 17.- 19. November 2016, Olympisches Sportzentrum Peking, Peking
- 1. -  Marcus Kleveland
- 2. -  Sébastien Toutant
- 3. -  Darcy Sharpe

#### Air & Style Innsbruck
am 2.-5. Februar 2017, Olympiaworld Innsbruck, Innsbruck
Preisgeld: 100.000 US-Dollar
- 1. -  Maxence Parrot
- 2. -  Marcus Kleveland
- 3. -  Sven Thorgren

#### Air & Style Los Angeles
am 15.-19. Februar 2017, Los Angeles
Preisgeld: 100.000 US-Dollar
- 1. -  Maxence Parrot
- 2. -  Seppe Smits
- 3. -  Marcus Kleveland

#### Air & Style Gesamtstand 2016/17
Preisgeld: 50.000 US-Dollar
- 1. -  Marcus Kleveland
- 2. -  Maxence Parrot
- 3. -  Michael Ciccarelli
- 4. -  Seppe Smits
- 5. -  Sven Thorgren[3]

#### Air + Style Beijing 2017
am 25. November 2017, Olympisches Sportzentrum Peking, Peking
 Männer 
- 1. -  Mark McMorris
- 2. -  Tiarn Collins
- 3. -  Torgeir Bergrem

 Frauen 
- 1. -  Anna Gasser
- 2. -  Miyabi Onitsuka
- 3. -  Enni Rukajärvi

#### Air + Style Beijing 2018
am 24. November 2018, Olympisches Sportzentrum Peking, Peking
 Männer 
- 1. -  Sven Thorgren
- 2. -  Takeru Otsuka
- 3. -  Clemens Millauer

 Frauen 
- 1. -  Anna Gasser
- 2. -  Miyabi Onitsuka
- 3. -  Laurie Blouin

#### Air + Style Beijing 2019
am 14. Dezember 2019, Olympisches Sportzentrum Peking, Peking
 Männer 
- 1. -  Maxence Parrot
- 2. -  Sven Thorgren
- 3. -  Chris Corning

 Frauen 
- 1. -  Miyabi Onitsuka
- 2. -  Anna Gasser
- 3. -  Laurie Blouin

### Quarterpipe-Bewerbe

#### 1. Billabong Air & Style Quarterpipe
am 2. Februar 2008, Bergisel Stadion, Innsbruck
Preisgeld: 50.000 US-Dollar
Besucher: ca. 12.000 (limitiert)
Bands: Queens of the Stone Age, Dynamite Deluxe
- 1. -  Kevin Pearce
- 2. -  Scotty Lago
- 3. -  Peetu Piiroinen

#### 2. Billabong Air & Style Quarterpipe
am 31. Januar 2009, Bergisel Stadion, Innsbruck
Preisgeld: 75.000 US-Dollar
Besucher: ca. 13.900 (limitiert)
Bands: Deichkind, Mando Diao
- 1. -  Colin Frei
- 2. -  Peetu Piiroinen
- 3. -  Olivier Gittler

## Skateboard-Bewerbe

### 1. Air & Style Skate Contest
am 19. August 1999, Tivoli Stadion, Innsbruck
Preisgeld: 50.000 US-Dollar
Besucher: 10.000
Bands: Bloodhound Gang, Silverchair, Faithless, Eins Zwo
- 1. -  Tony Hawk
- 2. - Lincoln Ueda
- 3. - Andy MacDonald
- 4. - Mathias Ringström
- 5. - Sandro Dias

### 2. Air & Style Skate Contest
am 9. Juni 2000, Hafen, Innsbruck
Preisgeld: 75.000 US-Dollar
Besucher: 5.000
Bands: NOFX, Such a Surge, Schönheitsfehler
- 1. -  Lincoln Ueda
- 2. - Andy MacDonald
- 3. - Matthias Ringström
- 4. - Sandro Dias
- 5. - Sergie Ventura

### 3. Air & Style Skate Contest
am 15. Dezember 2001, Casino Arena, Seefeld (im Rahmen des 9. Nokia Air & Style Snowboard Contest veranstaltet)
Preisgeld: 75.000 US-Dollar
Besucher: 12.000
Bands: Samy Deluxe, Ferris MC, Lostprophets
- 1. -  Sandro Dias
- 2. - Pierre-Luc Gagnon
- 3. - Mathias Ringstrom

## Statistiken/Triviales
- Die Saison 2010/11 war die erste, in welcher drei Air-&-Style-Bewerbe ausgetragen wurden (alle drei in der Disziplin Big Air). Somit stand für die Saison ein Gesamtpreisgeld von € 225.000,- zur Verfügung.

- Der 16. Billabong Air&Style 2009 II war der 1. Air&Style-Bewerb, der nicht ausverkauft war. Selbst an der Abendkasse konnte man nicht alle Karten loswerden. Dies war allerdings darauf zurückzuführen, dass viele ausländische Büros mehr Karten bestellten, als sie tatsächlich absetzen konnten und die Restkarten zu spät zurückschickten. Erwähnenswert ist auch, das der Gewinner Marko Grilc ein Ersatzfahrer war, der aufgrund der Verletzungen mehrerer Fahrer einspringen durfte.

- Stefan Gimpl ist nicht nur der einzige Fahrer, welcher den Bewerb dreimal gewonnen hat, er hat ihn auch dreimal in Serie gewonnen. Er hat auch alle drei Bewerbe mit dem grundsätzlich selben Manöver (Cab 900) gewonnen.

- Kevin Pearce ist der erste Air-&-Style-Doppel-Saisonssieger, er gewann den Straight-Jump-Bewerb in München im Dezember 2007 sowie den Quarterpipe-Bewerb im Februar 2008 in Innsbruck.

- Obwohl Veranstalter und Erfinder Andrew Hourmont aus England stammt, hat am Bewerb erst 2011 ein englischer Fahrer teilgenommen bzw. sich qualifizieren können (Jamie Nicholls).

- Reto Lamm, Sieger des 1. Air & Style Contests, wollte zuerst nicht am Bewerb teilnehmen, entschied sich nach Absprache mit Freunden jedoch um.

- Terje Håkonsen gewann die Veranstaltung von 1995, obwohl er die Jury mit einer unsittlichen Geste provozierte, um zu verdeutlichen, dass er mit deren Einstellung zu Entwicklung in verschiedenen Stilen nicht zufrieden war.

- Der erste Fahrer, welcher den Bewerb mit einem selbst erfundenen Trick gewann, war Jim Rippey, welcher mit seinem Rippey Flip die Veranstaltung 1997 für sich entscheiden konnte.

- Andrew Hourmont begründet den Erfolg der Veranstaltung damit, dass die Mehrheit der Besucher (vor allem in Österreich) selbst Snowboarder sind und daher die Leistungen der antretenden Fahrer aufgrund eigener Erfahrungen im Sport in höherem Maße schätzen.